# Упоройский сельсовет
Упоро́йский сельсове́т — упразднённая административно-территориальная единица, входившая в состав Дмитровского района Орловской области до 1954 года.
Административным центром было село Упорой.

## История
Образован в первые годы советской власти. По состоянию на 1926 год входил в состав Круглинской волости Дмитровского уезда. С 1928 года в составе Дмитровского района. Около 1930 года к Упоройскому сельсовету была присоединена часть упразднённого Большекричинского сельсовета. Упразднён 17 июня 1954 года путём присоединения к Домаховскому сельсовету.

## Населённые пункты
По состоянию на 1926 год в состав сельсовета входило 15 населённых пунктов:
| №  | Населённый пункт | Тип населённого пункта |
| -- | ---------------- | ---------------------- |
| 1  | Белоусов         | посёлок                |
| 2  | Воскресенский    | посёлок                |
| 3  | Горбатовых       | хутор                  |
| 4  | Гречнев          | посёлок                |
| 5  | Ильинский        | посёлок                |
| 6  | Кенский          | посёлок                |
| 7  | Курило           | хутор                  |
| 8  | Ерошенко         | мельница               |
| 9  | Симич            | посёлок                |
| 10 | Старая Любощь    | деревня                |
| 11 | Упорой           | село, администр. центр |
| 12 | Упоройский       | совхоз                 |
| 13 | Федина           | хутор                  |
| 14 | Филино           | посёлок                |
| 15 | Холчи            | деревня                |

## Экономика
На территории сельсовета действовал колхоз имени Жданова.